# Вольштейн Мойсей Львович
Мойсей Львович Вольште́йн (нар. 9 квітня 1916, Борисов — пом. 15 червня 2000, Луганськ) — український художник; член Спілки радянських художників України з 1945 року.

## Біографія
Народився 9 квітня 1916 року у місті Борисові (нині Мінська область, Білорусь). Упродовж 1937—1945 років навчався у Київському художньому інституті, де його викладачами були зокрема Мойсей Штейнберг, Олексій Шовкуненко, Ілля Штільман, Михайло Шаронов, Олександр Фомін, Костянтин Єлева. Дипломна робота — картина «Зрадник» (керівник Олексій Шовкуненко).
Протягом 1946—1958 років викладав у Луганському художньому училищі. Серед учнів: Федір Ковальов, Віктор Кошовий, Семен Бондаренко, Володимир Козлов. З 1958 року працював на Луганському художньо-промисловому комбінаті. Жив у Луганську, в будинку на вулиці 14-й лінії, № 16, квартира № 4. Помер у Луганську 15 червня 2000 року.

## Творчість
Працював в галузі станкового живопису і станкової графіки. Створював портрети, пейзажі, натюрморти переважно на теми історії і сучасності Донбасу, німецько-радянської війни. Серед робіт:
живопис
- «Зрадник» (1945);
- «Нескорені» (1947, у співавторстві з Федором Костенком та Олександром Фільбертом; Луганський художній музей);
- портрети батьків молодогвардійців А. В. Тюлєніної, М. М. Громова, В. Г. Туркенича, А. І. Земнухової, молодогвардійця Г. Арутюнянця, забійників С. Бабія, С. Тимейко (1947; у співавторстві з Федором Костенком та Олександром Фільбертом; Закарпатський художній музей);
- «Біржа праці» (1947, Національний музей у Львові);
- «Сім'я шахтаря» (1951, у співавторстві з Олександром Фільбертом);
- «На околиці Києва» (1953);
- «Безробітні біля воріт заводу „Дюмо“» (1955, у співавторстві з Олександром Фільбертом);
- «Безробітні. Старий Донбас» (1957, у співавторстві з Олександром Фільбертом);
- «Бригада» (1960, у співавторстві з Олександром Фільбертом);
- «Будівництво Луганського ливарного заводу» (1960, Луганський краєзнавчий музей);
- «Земля Донецька» (1960);
- «В аральській експедиції» (1961, у співавторстві з Олександром Фільбертом);
- «Літературний гурток» (1961, Музей «Молода гвардія» в Сорокиному);
- «Крим» (1962);
- «Дождь пройшов» (1962);
- «Відпочинок шахтарів» (1963, у співавторстві з Олександром Фільбертом);
- «Біля чумацького вогнища» (1964, у співавторстві з Олександром Фільбертом);
- «З піснею про Батьківщину» (1965, у співавторстві з Олександром Фільбертом);
- «На Старобільщині» (1965);
- «Народний майстер Язловський» (1980, полотно, олія);
- «Земля Донецька» (1981);
- «Нові квартали» (1984, полотно, олія);

графіка
- «Старий» (1956);
- «Дівчина» (1958);
- «Лілія» (1960);
- «Учитель математики» (1962).

Брав участь у республіканських виставках з 1945 року, всесоюзних — з 1947 року. Персональні виставки відбулися у Луганську у 1967, 1976, 1987, 2003 (посмертна) роках.
Крім вище згаданих музеїв роботи художника зберігаються у Полтавському, Дніпровському, Миколаївському, Херсонському художніх музеях, а також у приватних зібраннях в Україні та за її межами.